# My Fair Lady
|  | Per a altres significats, vegeu «My Fair Lady (pel·lícula de 1964)». |

My Fair Lady és un musical, basat en l'obra Pigmalió de George Bernard Shaw, amb llibret i lletres de Alan Jay Lerner i música de Frederick Loewe. L'argument tracta sobre Eliza Doolittle, una florista cockney que comença a prendre lliçons del professor Henry Higgins, un fonetista, perquè pugui passar com una dama.
La producció de Broadway el 1956 va ser un èxit, arribant a ser llavors el musical de més estada a Broadway. Va ser seguit per la producció de Londres, la qual també gaudí d'un gran èxit, d'una adaptació cinematogràfica i de nombrosos revivals. Ha estat definit com el musical perfecte.
D'entre els nombrosos enregistraments de les cançons se'n pot destacar la versió en català interpretada per Salvador Escamilla l'any 1964 en una edició d'Edigsa.

## Rerefons
A mitjans de la dècada de 1930, el productor de cinema Gabriel Pascal adquirí els drets per produir la versió cinematogràfica de diverses obres de George Bernard Shaw, entre elles Pygmalion. Però Shaw havia tingut una mala experiència amb The Chocolate Soldier, una opereta vienesa basada en la seva obra Arms and the Man, i negà el permís perquè Pygmalion fos adaptada al teatre musical. Després que Shaw va morir el 1950, Pascal li demanà al lletrista Alan Jay Lerner que escrigués l'adaptació musical. Lerner i el seu col·lega Frederick Loewe començaren a treballar, però ràpidament s'adonaren que l'obra violava diverses normes claus per construir un musical: la història principal no era una història d'amor, no hi havia subtrama o una història d'amor secundària, i no hi havia lloc per un cor.
Havien estat diversos, incloent-hi a Noël Coward, Cole Porter, Oscar Hammerstein II, qui, amb Richard Rodgers, intentaren adaptar Pygmalion en un musical i es rendiren en l'intent, dient a Lerner que era una missió impossible, així que Loewe abandonà el projecte durant dos anys. Durant aquest temps, els col·laboradors se separaren i Gabriel Pascal va morir. Lerner havia estat intentant musicalitzar Lil' Abner quan llegí l'obituari de Pascal i es trobà ell mateix pensant de nou en Pygmalion. Quan es tornà a reunir amb Loewe, tot semblava que es trobés al seu lloc. Tots els obstacles insalvables que havien trobat pel camí durant els anys anteriors semblaven haver desaparegut quan l'equip s'adonà que l'obra necessitava alguns canvis, i d'acord amb Lerner, "tot el que calia era afegir el que Shaw havia fet que passés fora d'escena". Llavors començaren a escriure el show.
Però el Chase Manhattan Bank estava encarregat del testament de Pascal, i els drets del musical sobre Pygmalion estaven compartits per Lerner i Loewe i per la MGM, els executius de la qual advertiren a Lerner que evités desafiar l'estudi. Loewe afirmà que "començarem a escriure el show sense drets, i quan arribi el moment que es decideixi qui els té, tindrem la feina tan avançada que ens els hauran de donar". Durant 5 mesos Lerner i Loewe van escriure, van contractar dissenyadors i van decidir repartiments. El banc, finalment, els garantí els drets musicals.
Noël Coward va ser el primer a qui se li oferí el paper de Henry Higgins, però el rebutjà i suggerí als productors que agafessin a Rex Harrison en canvi. Harrison, tot i que prenia lliçons de cant, en descobrir el seu limitat registre vocal manifestà la voluntat d'abandonar el projecte, però els autors van negar-s'hi i li van permetre que recités les cançons, una cosa totalment estranya llavors. Després de diverses discussions, Harrisson acceptà interpretar-lo. Mary Martin va ser una de les primeres eleccions pel paper de Eliza Doolittle, però declinà. La jove actriu Julie Andrews va ser descoberta i triada després que l'equip creatiu del show la veiés al seu debut a Broadway a The Boy Friend. Moss Hart acceptà encarregar-se de la direcció després d'escoltar dues cançons. Els experimentats orquestradors Robert Russell Bennett i Philip J. Lang van encarregar-se dels arranjaments i el muntatge començà ràpidament els assaigs.
El guió del musical emprà diverses escenes que Shaw havia escrit especialment per la versió cinematogràfica de 1938, incloent-hi la seqüència del ball a l'ambaixada i l'escena final de la pel·lícula més que no pas el final de la mateixa obra de Shaw. S'expandí el muntatge que mostrava les lliçons d'Eliza, combinant tant els diàlegs escrits per Shaw com per Lerner.
El títol de l'espectacle fa referència a un dels títols provisionals de Shaw per a l'obra: "Fair Eliza". Entre altres títols considerats estaven "Come to the Ball" o "Lady Liza", decidint-se finalment pel de My Fair Lady, en al·lusió a una cançó de bressol anglesa ("London Bridge Is Falling Down").
El cartell i la caràtula del programa mostraven un dibuix d'Al Hirschfeld, on es veia Eliza com un titella manipulat per Henry Higgins, que alhora estava manipulat per un titellaire celestial que tenia les faccions de George Bernard Shaw.

## Produccions

### Producció original de Broadway

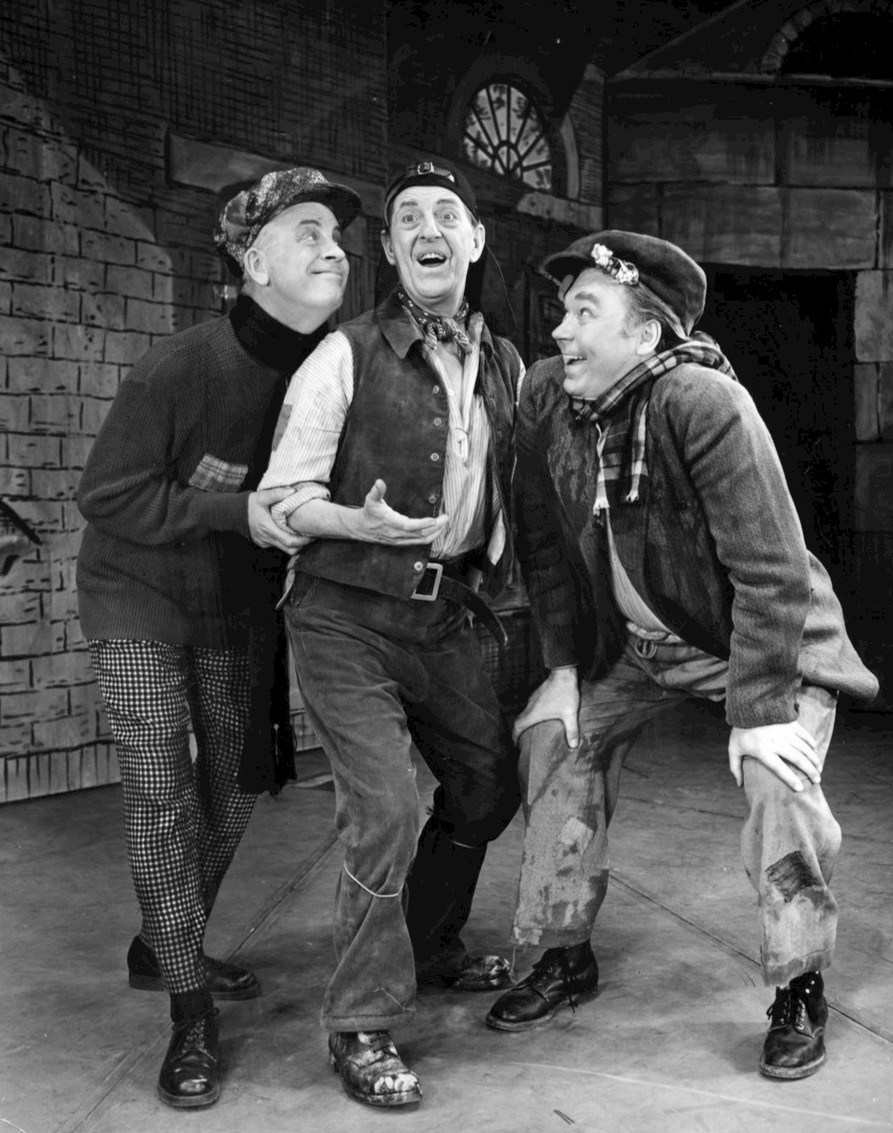
Stanley Holloway com Alfred P. Doolittle

El musical va tenir les seves prèvies al Shubert Theatre de New Haven. La nit de l'estrena Rex Harrison, qui no estava acostumat a cantar amb una orquestra en viu, annuncià que sota cap circumstància sortiria aquella nit... amb aquells 32 estranys al fossat. Es tancà al seu camerí i no sortí fins poc abans d'una hora abans de començar. Però l'estrena va ser tot un èxit i el musical s'interpretà durant quatre setmanes al Erlanger Theatre de Filadèlfia, estrenant-se el 15 de febrer de 1956.
Va estrenar-se a Broadway el 15 de març de 1956 al Mark Hellinger Theatre. Va moure's al Broadhurst Theatre i després al The Broadway Theatre, on tancà el 29 de setembre de 1962 després de 2.717 funcions, un record en aquella època, rècord que restà vigent fins al 1968, quan va ser superada per Fiddler on the roof. Va ser dirigit per Moss Hart. A més de les estrelles Rex Harrison, Julie Andrews i Stanley Holloway, el repartiment incloïa a Robert Coote, Cathleen Nesbitt, John Michael King i Reid Shelton. Edward Mulhare i Sally Ann Howes substituïren a Harrison i a Andrews durant l'estada. L'enregistrament del Repartiment Original va ser el disc més venut del país el 1957 i el 1958.

### Producció original de Londres
El 30 d'abril de 1958 s'estrenà al Theatre Royal, Drury Lane la producció del West End, en la que Harrison, Andrews, Coote i Holloway reprengueren els seus papers, representant-se en 2.281 funcions. L'estrella de l'escena Zena Dare va fer la seva darrera aparició al teatre, com a Mrs. Higgins.

### Revival de Londres de 2001
Cameron Mackintosh produí una nova producció el 2001 al Royal National Theatre i després al Theatre Royal, Drury Lane, amb Martine McCutcheon com Eliza i Jonathan Pryce com  Higgins. Aquest revival guanyà 3 Premis Olivier: Millor Producció, Millor Actriu de Musical (Martine McCutcheon) i Millor Coreografia (Matthew Bourne). Joanna Riding va interpretar posteriorment el paper d'Eliza i guanyà l'Olivier a Millor Actriu de Musical de 2003. A continuació seguí una gira pel Regne Unit, entre el 28 de setembre del 2005 i el 12 d'agost del 2006, amb Amy Nuttall i Lisa O'Hare com Eliza, Christopher Cazenove com Henry Higgins, Russ Abbot i Gareth Hale com Alfred Doolittle i Honor Blackman i Hannah Gordon com Mrs. Higgins
En aquesta producció es modificà subtilment el final: després que Higgins reclami les seves sabatilles, Eliza no es mou i quan Higgis es gira per mirar-la, tots dos esclaten en una sorollosa rialla, reconeixent que no només Higgins ha canviat a Eliza, sinó que ella també ha fet el mateix amb el professor.

### Altres produccions
Producció de Madrid
El 2001 s'estrenà al Teatre Coliseumde Madrid, adaptada per Ignacio Artime i Ignacio Azpilicueta; amb Paloma San Basilio com Eliza, José Sacristán com Higgins, Nicolás Dueñas com el Coronel Pickering, Víctor Díaz com Freddy Eynsford-Hill, Carmen Bernardos com la Sra. Higgins i Joan Crosas com  Alfred P. Doolittle (qui era el més aplaudit de la producció).

## Argument
I Acte

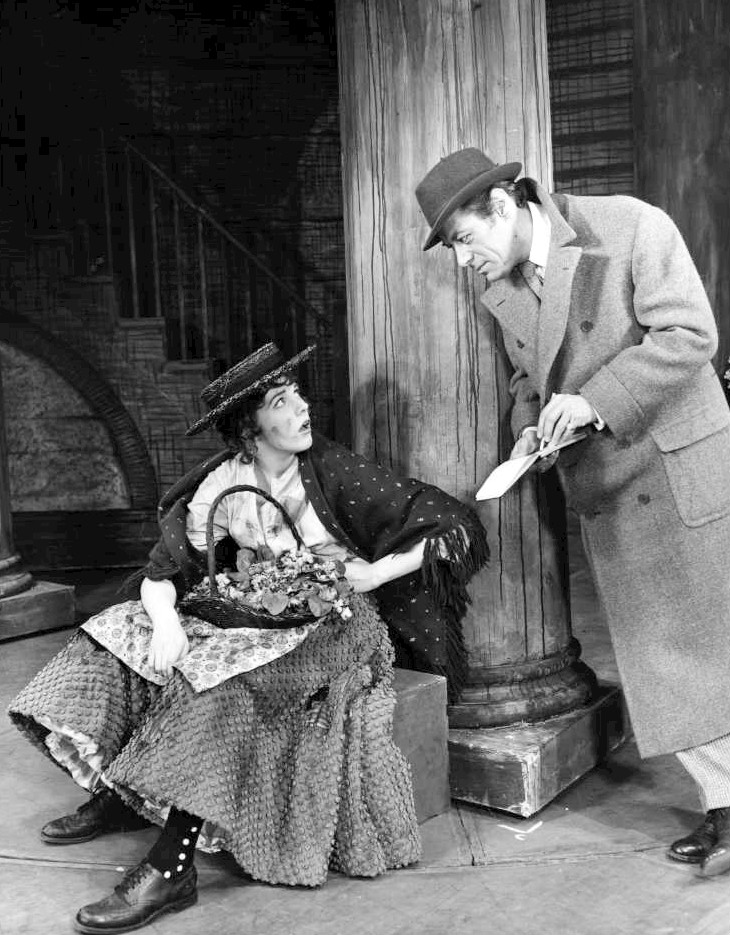
El professor Higgins (Rex Harrison) troba Eliza Doolittle (Julie Andrews)

En una nit de pluja al Londres eduardià, els espectadors de l'òpera esperen sota els arcs de Covent Garden pels seus cotxes. Eliza Doolittle, una venedora de flors cockney, ensopega amb un jove anomenat Freddy. Ella l'esbronca per fer caure les seves violetes a terra, però s'alegra quan un vell gentleman n'hi compra una. De cop i volta comença a cridar quan veu a un altre home que escriu el que ella diu. L'home li diu que estudia fonètica i que és capaç d'identificar l'origen de qualsevol pel seu accent. Lamenta l'horrible accent d'Eliza, preguntant-se per què els anglesos no poden aprendre a parlar ("Why Can't the English?"), i afirma que en sis mesos podria convertir a Eliza en una dama ensenyant-li a parlar amb propietat. El vell gentleman es presenta a si mateix com el Coronel Pickering, un lingüista que ha estudiat dialectes indis. El foneticista es presenta a si mateix com Henry Higgins, i després de descobrir que tots dos volien trobar a l'altre, Higgins convida a Pickering a casa seva de Londres. Llança totes les monedes que té al cabàs d'Eliza, i ella i els seus amics es pregunten com seria viure una vida còmoda ("Wouldn't It Be Loverly?").
El pare d'Eliza, Alfred P. Doolittle, i els seus companys de beguda Harry i Jamie, tots ells escombriaires, s'aturen l'endemà al matí. Busca diners per fer una copa, i Eliza comparteix els seus guanys amb ell ("With a Little Bit of Luck"). Pickering i Higgins estan discutint vocals a casa de Higgins quan la Sra. Pearce, la dispesera, informa a Higgins que una jove amb un accent horrible ha arribat per veure'l: és Eliza, que ha arribat per prendre lliçons per aprendre a parlar per poder aconseguir una feina com dependenta a una floristeria. Pickering aposta que Higgins no podrà complir la seva afirmació i s'ofereix per pagar les lliçons d'Eliza: un intens treball sobre el discurs, les maneres i el vestuari d'Eliza comença per preparar-la per portar-la a un Ball d'Ambaixada. Higgins es veu a si mateix com un home pacient i generós que no pot estar amb les dones; ("I'm an Ordinary Man") tot i que en realitat és un home absort en si mateix i misogin.

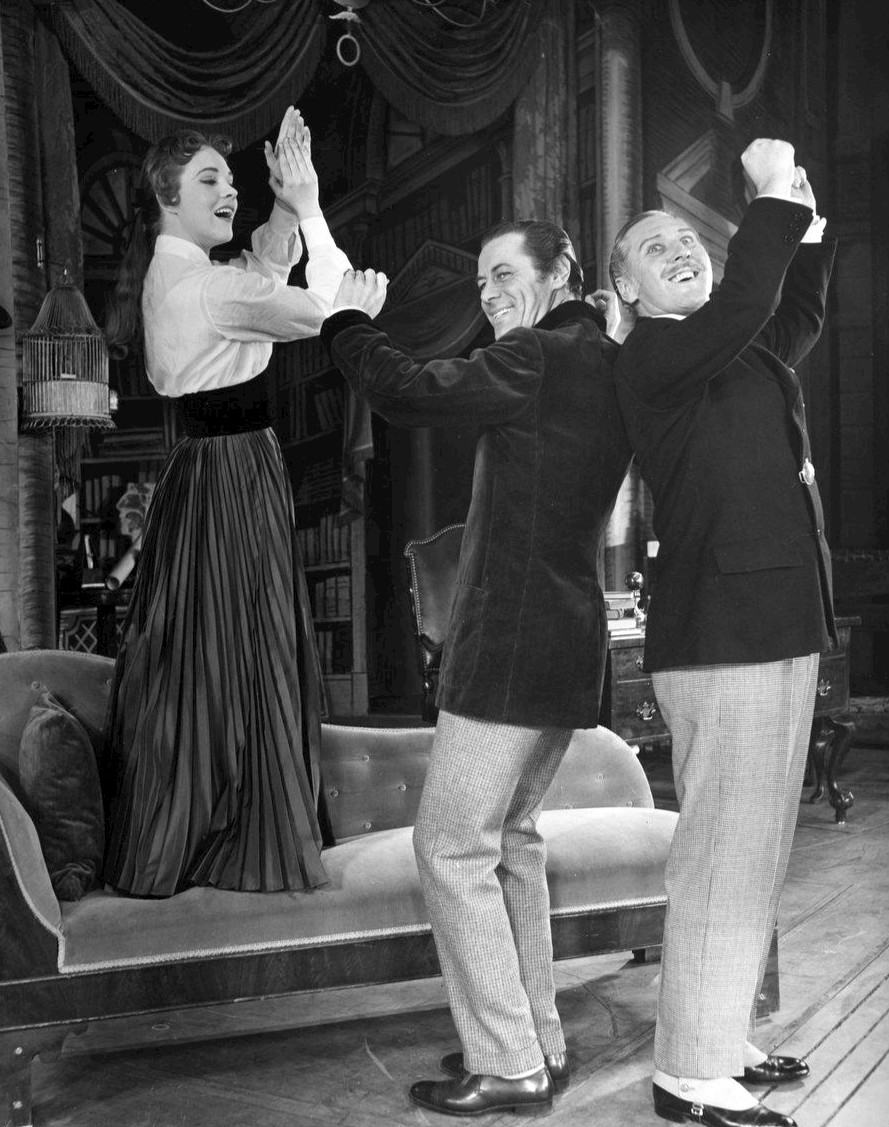
"The Rain In Spain"

Per a Alfred Doolittle és evident que la seva filla ha estat raptada pel Professor Higgins; així que decideix que potser podria guanyar uns diners gràcies a vendre la seva filla ("With a Little Bit of Luck" [Reprise]); i arriba a la casa de Higgins l'endemà al matí, afirmant que Higgins està comprometent la virtut d'Eliza. Higgins queda impressionat pel do natural que l'home té per al llenguatge i la seva total mancança de valors morals. Higgins i Doolittle acorden que Eliza pot continuar prenent lliçons de Higgins i vivint a casa seva si Higgins dona cinc lliures a Doolittle. Higgins recomana a Doolittle a un milionari americà que buscava algú per parlar sobre les virtuts morals. Mentrestant, Eliza treballa el seu discurs, repetint una vegada i una altra frases com "In Hertford, Hereford and Hampshire, hurricanes hardly ever happen” o "The rain in Spain stays mainly in the plain". Frustrada, somia en diverses formes de matar a Higgins, des de la malaltia a posar-lo davant d'un escamot de fusellament ("Just You Wait"). Els servents lamenten el dur treball que fa en Higgins ("The Servants' Chorus"). Quan estan a punt de rendir-se, Eliza de cop i volta recita "The rain in Spain stays mainly in the plain" en un anglès perfecte. Higgins, Eliza i Pickering ballen feliçment a l'estudi de Higgins ("The Rain In Spain"). Finalment la seva pronuncia és impecablement la de la classe alta. La Sra. Pearce, la dispesera, insisteix que Eliza vagi al llit, tot i que ella està massa excitada per dormir ("I Could Have Danced All Night").
Per la primera prova en públic, Higgins porta a Eliza a la llotja de la seva mare a Ascot Racecourse ("Ascot Gavotte"). La mare de Henry accepta ajudar a Eliza a tenir conversa, seguint el consell de Henry que Eliza només pot parlar de dos temes: el temps i la salut. Eliza fa una bona impressió amb les seves maneres educades; tot i que després sorprèn a tothom quan li surt el parlar cockney. Malgrat tot, s'ha fet amb el cor de Freddy Eynsford-Hill, el jove amb el que havia ensopegat a la primera escena. Freddy va a veure a Eliza aquell vespre, però ella es nega a veure'l; i ell està decidit a esperar-la al carrer, davant la casa de Higgins ("On the Street Where You Live").
La prova final és que Eliza passi per una dama a un ball d'ambaixada, i després de setmanes de preparació, està preparada. Tots al ball l'admiren, i la Reina de Transsilvània la convida a ballar amb el seu fill, el Príncep ("Embassy Waltz"). Després, Eliza balla amb Higgins. Un rival i antic estudiant de Higgins, un foneticista hongarès anomenat Zoltan Karpathy, està encarregat de descobrir l'origen d'Eliza mitjançant la seva parla. Tot i que Pickering i la mare de Higgins l'aconsellen no fer-ho, Higgins permet a Karpathy ballar amb Eliza.
II Acte
La vetllada s'ha acabat com un gran èxit, amb Eliza enredant a Karpathy fent-lo creure que és "nascuda a Hongria". Després del ball, el coronel Pickering felicita a Higgins pel seu triomf, i Higgins expressa el seu plaer perquè l'experiment ja s'ha acabat ("You Did It"). L'episodi deixa a Eliza sentint-se utilitzada i abandonada. Higgins ignora a Eliza fins que ell busca les seves sabatilles. Ell li pregunta on estan, i ella les hi llença, deixant el professor atònic per la ingratitud d'Eliza. Quan Eliza decideix deixar Higgins, ell la insulta frustrat i marxa. Eliza plora i es prepara per marxar ("Just You Wait" [Reprise]). Al carrer es troba Freddy, que l'estava esperant ("On the Street Where You Live" [Reprise]), i li comença a explicar com l'estima, però ella li replica que ja ha escoltat prou paraules i que si realment l'estima, cal que li demostri ("Show Me"). Eliza i Freddy tornen al Covent Garden, on els seus amics no la reconeixen ("The Flower Market/Wouldn't It Be Loverly?" [Reprise]). Casualment, es troben amb el pare d'Eliza, vestit amb roba bona, que els explica que ha rebut per sorpresa una pensió anual de 4000 lliures d'un milionari americà, la qual cosa l'ha elevat a la respectabilitat de la classe mitjana, i que ara ha de casar-se amb la madrastra d'Eliza. Eliza s'adona que ja no pertany al Covent Garden, i marxa amb en Freddy. Dolittle i els seus amics tenen una darrera gresca abans del casament ("Get Me to the Church on Time").
Higgins es lleva l'endemà al matí trobant-se que, sense Eliza, li han servit te en lloc de cafè i que no pot trobar les sabatilles. Es sorprèn perquè l'ha abandonat després del triomf al ball i conclou que els homes (especialment ell) són molt superiors a les dones ("A Hymn to Him"). Pickering, preocupat tant per Higgins com per Eliza, va a trobar un amic del ministeri. Higgins va a veure la seva mare a demanar-li consell i es troba que Eliza està prenent el té amb ella. La Sra. Higgins els deixa sols, i Eliza li explica que Higgins sempre l'ha tractat com una florista, però que ella ha après a ser una dama car el coronel Pickering l'ha tractat sempre com una dama. Higgins clama que ell sempre ha tractat a tothom de la mateixa manera, i li demana que torni. Eliza l'acusa que només la vol per fer-li buscar i portar coses, i li diu que es casarà amb Freddy perquè l'estima, a més que no necessita a Higgins per a res, dient que va ser una ximple per pensar que el necessitava ("Without You"). Higgins queda colpejat per la voluntat de Eliza i la seva independència i vol que ella es quedi amb ell, però ella li replica que no la tornarà a veure.
Mentre que Higgins torna cap a casa, s'adona dels seus sentiments per Eliza ("I've Grown Accustomed to Her Face"). No pot arribar a confessar que l'estima, i insisteix que si ella es casa amb Freddy i torna a ell, ell no l'acceptarà. Malgrat tot, troba difícil imaginar estar de nou sol. Recorda l'enregistrament que va fer el matí que Eliza va arribar per prendre lliçons. Escolta les seves pròpies dures paraules: "És tan deliciosament vulgar! Tan horriblement bruta!"... quan el fonògraf s'apaga, i se sent una veu real que parla amb accent cockney: "M'he rentat la cara i les mans abans de venir". Henry escolta a Eliza, que està a la porta. El musical s'acaba amb un moment ambigu d'una possible reconciliació entre mestre i pupil·la, mentre que Higgins s'estira i pregunta: "Eliza, on dimonis estan les meves sabatilles?"

## Personatges i repartiment original
| - Eliza Doolittle, una jove florista cockney – Julie Andrews - Henry Higgins, un professor de fonètica, que ensenya a Eliza a parlar pròpiament – Rex Harrison - Alfred P. Doolittle, pare d'Eliza, un pobre escombriaire – Stanley Holloway - Colonel Pickering, amic de Higgins, que l'ajuda a ensenyar a Eliza – Robert Coote - Freddy Eynsford-Hill, pretendent d'Eliza – John Michael King - Mrs. Higgins, mare de Henry Higgins – Cathleen Nesbitt - Mrs. Pearce, cap del personal de la casa de Henry Higgins – Philippa Bevans - Mrs. Eynsford-Hill, mare de Freddy – Viola Roache - Zoltan Karpathy, antic alumne de Henry Higgins, hongarès i rival de Higgins – Christopher Hewett |

## Números Musicals
| Act I - Overture - Orquestral - Busker Sequence - Orquestral - Why Can't the English? - Professor Higgins - Wouldn't It Be Loverly? - Eliza i Quartet - With a Little Bit of Luck - Alfred Doolittle, Harry i Jamie - I'm an Ordinary Man - Professor Higgins - With a Little Bit of Luck (Reprise) - Alfred Doolittle i Cor - Just You Wait - Eliza - The Servants' Chorus (Poor Professor Higgins) - Mrs. Pearce i Criats - The Rain in Spain - Professor Higgins, Eliza i Colonel Pickering - I Could Have Danced All Night - Eliza, Mrs. Pearce i Criats - Ascot Gavotte - Cor - On the Street Where You Live - Freddy - Eliza's Entrance/Embassy Waltz - Orquestral | Act II - You Did It - Colonel Pickering, Professor Higgins, Mrs. Pearce i Criats - Just You Wait (Reprise) - Eliza - On the Street Where You Live (Reprise) - Freddy - Show Me - Eliza i Freddy - The Flower Market/Wouldn't It Be Loverly? (Reprise) - Eliza i Cor - Get Me to the Church on Time - Alfred Doolittle i Cor - A Hymn to Him - Professor Higgins i Colonel Pickering - Without You - Eliza - I've Grown Accustomed to Her Face - Professor Higgins - Finale - Orquestral |

## Premis i nominacions

### Producció original de Broadway
Fonts: BroadwayWorld TheatreWorldAwards
| Any  | Premi               | Categoria                                     | Nominat           | Resultat  |
| ---- | ------------------- | --------------------------------------------- | ----------------- | --------- |
| 1956 | Premi Theatre World | Debut als Escenaris de Nova York Més Destacat | John Michael King | GUANYADOR |
| 1957 | Premi Tony          | Millor musical                                | Millor musical    | GUANYADOR |
| 1957 | Premi Tony          | Millor actor de musical                       | Rex Harrison      | GUANYADOR |
| 1957 | Premi Tony          | Millor actriu de musical                      | Julie Andrews     | nominada  |
| 1957 | Premi Tony          | Millor actor de repartiment de musical        | Robert Coote      | nominat   |
| 1957 | Premi Tony          | Millor actor de repartiment de musical        | Stanley Holloway  | nominat   |
| 1957 | Premi Tony          | Millor direcció de musical                    | Moss Hart         | GUANYADOR |
| 1957 | Premi Tony          | Millor coreografia                            | Hanya Holm        | nominat   |
| 1957 | Premi Tony          | Millor escenografia                           | Oliver Smith      | GUANYADOR |
| 1957 | Premi Tony          | Millor vestuari                               | Cecil Beaton      | GUANYADOR |
| 1957 | Premi Tony          | Millor director musical                       | Franz Allers      | GUANYADOR |

### Revival de Broadway 1976
Fonts: BroadwayWorld Drama Desk
| Any  | Premi            | Categoria                                      | Nominat                         | Resultat  |
| ---- | ---------------- | ---------------------------------------------- | ------------------------------- | --------- |
| 1976 | Premi Drama Desk | Revival de Musical Més Destacat                | Revival de Musical Més Destacat | nominat   |
| 1976 | Premi Drama Desk | Actor de Musical Més Destacat                  | Ian Richardson                  | GUANYADOR |
| 1976 | Premi Drama Desk | Actor de Repartiment a un Musical Més Destacat | George Rose                     | GUANYADOR |
| 1976 | Premi Drama Desk | Director d'un Musical Més Destacat             | Jerry Adler                     | nominat   |
| 1976 | Premi Tony       | Millor actor de musical                        | Ian Richardson                  | nominat   |
| 1976 | Premi Tony       | Millor actor de musical                        | George Rose                     | GUANYADOR |

### Revival de Londres 1979
Font: Olivier Awards
| Any  | Premi                  | Categoria                | nominat       | Resultat |
| ---- | ---------------------- | ------------------------ | ------------- | -------- |
| 1979 | Premi Laurence Olivier | Millor Actor de Musical  | Tony Britton  | nominat  |
| 1979 | Premi Laurence Olivier | Millor Actriu de Musical | Liz Robertson | nominat  |

### Revival de Broadway 1981
Font: BroadwayWorld
| Any  | Premi      | Categoria                 | Nominat                   | Resultat |
| ---- | ---------- | ------------------------- | ------------------------- | -------- |
| 1982 | Premi Tony | Millor revival de musical | Millor revival de musical | nominat  |

### Revival de Broadway 1993
Font: Drama Desk
| Any  | Premi            | Categoria                       | Nominat              | Resultat |
| ---- | ---------------- | ------------------------------- | -------------------- | -------- |
| 1993 | Premi Drama Desk | Revival Més Destacat            | Revival Més Destacat | nominat  |
| 1993 | Premi Drama Desk | Actriu de Musical Més Destacada | Melissa Errico       | nominada |
| 1993 | Premi Drama Desk | Vestuari Més Destacat           | Patricia Zipprodt    | nominada |

### Revival de Londres 2001
Font: Olivier Awards
| Any  | Premi                  | Categoria                                             | nominat                   | Resultat   |
| ---- | ---------------------- | ----------------------------------------------------- | ------------------------- | ---------- |
| 2002 | Premi Laurence Olivier | Millor Revival de Musical                             | Millor Revival de Musical | GUANYADOR  |
| 2002 | Premi Laurence Olivier | Millor Actor de Musical                               | Jonathan Pryce            | nominat    |
| 2002 | Premi Laurence Olivier | Millor Actriu de Musical                              | Martine McCutcheon        | GUANYADORA |
| 2002 | Premi Laurence Olivier | Millor Actuació en un Paper de Repartiment de Musical | Nicholas Le Prevost       | nominat    |
| 2002 | Premi Laurence Olivier | Millor Coreògraf                                      | Matthew Bourne            | GUANYADOR  |
| 2002 | Premi Laurence Olivier | Millor Escenografia                                   | Anthony Ward              | nominat    |
| 2002 | Premi Laurence Olivier | Millor Vestuari                                       | Anthony Ward              | nominat    |
| 2002 | Premi Laurence Olivier | Millor Il·luminació                                   | David Hersey              | nominat    |
| 2003 | Premi Laurence Olivier | Millor Actor de Musical                               | Alex Jennings             | GUANYADOR  |
| 2003 | Premi Laurence Olivier | Millor Actriu de Musical                              | Joanna Riding             | GUANYADOR  |

## Critiques
Segons el llibre Enchanted Evenings: The Broadway Musical from Show Boat to Sondheim de Geoffrey Block, "La nit de l'estrena els crítics van reconèixer immediatament que My Fair Lady estava totalment a l'altura del model de musical integrat de Rodgers i Hammerstein ... Robert Coleman... va escriure 'Les cançons de Lerner i Loewe no sols són delicioses, sinó que també fan avançar l'acció. Sempre són molt més que interpolacions o interrupcions'".39
Per part seva, William A. Everett i Paul R. Laird recullen en el seu assaig The Cambridge Companion to the Musical que My Fair Lady es va estrenar amb "excel·lents crítiques unànimes, una de les quals deia 'No es molesti a llegir aquesta ressenya ara. Millor assegui's i encarregui les seves entrades'... Els crítics van lloar l'intel·ligent ús de la novel·la original de Shaw, la genialitat de les lletres i la partitura ben integrada de Loewe".40
Exemples d'elogis de la crítica extrets de l'edició en forma de llibre del musical publicada en 1956:41
- "My Fair Lady és intel·ligent, enginyós i triomfant. En poques paraules, un miracle de musical", Walter Kerr, Nova York Herald Tribune.

- "Una afortunada combinació d'intel·lecte, enginy, ritme i optimisme. Una obra mestra de la comèdia musical... un espectacle formidable", Robert Coleman, New York Daily Mirror.

- "Subtil, esplèndid, melodiós, enginyós i ben interpretat... un espectacle excepcional", George Jean Nathan, Nova York Journal American.

- "Tot en My Fair Lady és distintiu i distingit", John Chapman, NewYork Daily News.

- "Meravellosament entretingut i extraordinàriament rebut... meritori en tots els seus aspectes", Wolcott Gibbs, The New Yorker.

- "Un dels més meravellosos espectacles imaginables... una obra de màgia teatral", John Beaufort, The Christian Science Monitor.

- "Un èxit irresistible", Variety.

- "Un dels millors musicals del segle", Brooks Atkinson, The New York Times.

No obstant això, l'acolliment dels seguidors de George Bernard Shaw no va ser tan entusiasta. Eric Bentley, per exemple, es va referir a My Fair Lady com "un terrible tractament de l'obra de Mr. Shaw i de la seva idea bàsica", encara que també va reconèixer que era "un espectacle deliciós".

## Gravacions
Existeixen multitud d'àlbums interpretats en els seus respectius idiomes pels elencs de les diferents produccions que s'han estrenat al llarg de tothom, a més de la banda sonora de la versió cinematogràfica i nombroses enregistraments d'estudi.42
En castellà s'han editat els discos oficials de les produccions de Mèxic (1959), Buenos Aires (1963 i 2000) i Madrid (2001), així com la banda sonora de la pel·lícula amb el doblatge per a Espanya.

## Adaptacions cinematogràfiques
El 1964 George Cukor dirigí una versió cinematogràfica guanyadora de 8 Oscars (incloent-hi el de Millor pel·lícula, amb Rex Harrison de nou com a Higgins. Va haver certa controvèrsia al triar a Audrey Hepburn en lloc de a Julie Andrews pel paper de Eliza, en part perquè els espectadors teatrals creien que Andrews era perfecta pel paper i en part a causa que Hepburn va haver de ser doblada a les cançons; però Julie Andrews no tenia experiència cinematogràfica, i pensaren que en una pel·lícula no tindria èxit. Els productors van haver de reconèixer el seu error quan Julie Andrews protagonitzà Mary Poppins aquell mateix any, guanyant l'Oscar a la millor actriu (quan Hepburn ni tan sols va ser nominada).
Columbia Pictures va anunciar una nova versió, dirigida per l'actiu anglesa Carey Mulligan com Eliza però el projecte no es va dur a terme.